# 1842
- Wikisource

| Calendário gregoriano                                                        | 1842 MDCCCXLII                       |
| Ab urbe condita                                                              | 2595                                 |
| Calendário arménio                                                           | 1291 – 1292                          |
| Calendário bahá'í                                                            | -2 – -1                              |
| Calendário budista                                                           | 2386                                 |
| Calendário chinês                                                            | 4538 – 4539 Início a 10 de fevereiro |
| Calendário copta                                                             | 1558 – 1559                          |
| Calendário etíope                                                            | 1834 – 1835                          |
| Calendários hindus - Vikram Samvat - Calendário nacional indiano - Cáli Iuga | 1897 – 1898 1763 – 1764 4942 – 4943  |
| Calendário Holoceno                                                          | 11842                                |
| Calendário islâmico                                                          | 1258 – 1259                          |
| Calendário judaico                                                           | 5602 – 5603                          |
| Calendário persa                                                             | 1220 – 1221 Início a 21 de março     |
| Calendário rúnico                                                            | 2092                                 |
| Calendário solar tailandês                                                   | 2385                                 |

1842 (MDCCCXLII, na numeração romana)  foi um ano comum do século XIX do atual calendário  gregoriano, da era de Cristo, e a sua letra dominical foi B (52 semanas), teve início num sábado e terminou também num sábado.
| Ano completo                   |
| ------------------------------ |
| Ano comum com início ao sábado |

## Eventos
- Reino Unido — Sir Richard Owen cunha a palavra "dinossauro" ("lagarto terrível") para agrupar animais como o Megalossauro, o Iguanodon e o Hylaeossauro, os primeiros dinossauros encontrados e descritos.
- Canato de Cocande — é anexado e em abril ou maio por Nasrulá ibne Haidar Tora, emir de Bucara, anexa com o apoio de conspiradores de Cocande. Três meses depois os invasores são repelidos e o trono é assumido por Xir Ali Cã.
- 10 de fevereiro — Golpe de estado em Portugal, liderado por Costa Cabral, com o fim de restaurar a Carta Constitucional.
- 17 de maio- Início da Revolta liberal, em São Paulo, Brasil.
- 29 de agosto — Fim da Primeira Guerra do Ópio com o Tratado de Nanquim. Como resultado, o Reino Unido anexa Hong Kong.
- 4 de setembro — Casamento de Pedro II do Brasil com a princesa Teresa Cristina de Bourbon-Duas Sicílias.

## Nascimentos
- 11 de janeiro — William James, psicólogo e filósofo norte-americano (m. 1910.
- 7 de fevereiro — Alexandre Ribot, político francês (m. 1923).
- 11 de fevereiro — Erik Gustaf Boström, primeiro-ministro da Suécia (m. 1907).
- 26 de fevereiro — Camille Flammarion, astrônomo e espírita francês (m. 1925).
- 18 de março — Stéphane Mallarmé, poeta e crítico literário francês (m. 1898.
- 17 de abril — Maurice Rouvier, político francês (m. 1911).
- 28 de abril — Gastão de Orléans, Conde d'Eu (m. 1922).
- 24 de junho — Ambrose Bierce, escritor norte-americano (m. ?).
- 25 de junho — Eloy Alfaro, presidente do Equador de 1895 a 1901 e de 1907 a 1911 (m. 1912).
- 14 de julho — Christian Lundeberg, primeiro-ministro da Suécia (m. 1911).
- 26 de julho — Alfred Marshall, economista inglês (m. 1924).
- 17 de agosto — Hugo Egmont Hørring, primeiro-ministro da Dinamarca (m. 1909).
- 16 de setembro — Alessandro Fortis, político italiano (m. 1909).
- 21 de setembro — Abdulamide II, 34.º sultão otomano (r. 1876–1909; m. 1918).
- 27 de outubro — Giovanni Giolitti, político italiano (m. 1928).
- 12 de novembro — John William Strutt, matemático e físico britânico.
- 9 de dezembro — Piotr Kropotkin, anarquista russo (m. 1921).
- 17 de dezembro — Sophus Lie, matemático norueguês (m. 1899).

## Mortes
- 23 de março — Stendhal, escritor francês (n.1783).
- 17 de junho — Charles Stoddart  (n. 1806) e Arthur Conolly  (n. 1807), espiões e militares Império Britânico envolvidos no Grande Jogo; executados em Bucara por ordem do emir local.
- 18 de agosto — João Domingos Bomtempo, pianista e compositor português (n.1775).
- 24 de outubro — Bernardo O'Higgins, primeiro chefe de estado do Chile após a independência do país (n.1778).
- Madali Cã — cã de Cocande (n. c. 1803–1810), executado pelo emir de Bucara.

## Por tema
- 1842 no Brasil
- 1842 na ciência
- 1842 no cinema
- 1842 no desporto
- 1842 na literatura
- 1842 na música